# 船橋いずみ
船橋 いずみ（ふなはし いずみ、1985年5月27日 - ）は、日本のモデル、DJ。愛知県小牧市出身。T160、B78、W55、H80。愛称は「いずみちゃん」。

## 来歴
愛知淑徳大学在学中、中京テレビの深夜番組『TA☆RO』にTA☆ROガールズのメンバーとして出演していた。そのほか、東海スパイガールの雑誌モデル、ファッションショーのモデルやZIP-FMのラジオ番組のDJとしても活動。

## 出演

### 雑誌
- 東海スパイガール（やまの出版刊）専属モデル

### テレビ番組
- TA☆RO（中京テレビ）
- スパイガールTV Bonita! Bonita!!（テレビ愛知）

### ラジオ番組
- FRIDAY SHINY WAVE （ZIP-FM）

## ディスコグラフィ
- 学園天国（TA☆RO組のメンバーとして）
- 燃えよドラゴンズ! 2006 （Moe Dra Girl のメンバーとして）